# Campus Judío de Vitacura
El Campus Judío de Vitacura es un recinto ubicado en la comuna chilena de Vitacura, en Santiago, que alberga conjuntamente a diversas instituciones del judaísmo chileno, entre las que se cuentan dos sinagogas, un hogar de ancianos, tres sedes de organizaciones judías y un museo.

## Historia
En 1988, la Comunidad Bnei J’isroel y la Fundación CISROCO adquieren de manera separada dos paños de terreno contiguos ubicados entre las calles Mar Jónico y la Avenida Padre Hurtado, en la comuna de Vitacura. Esto obedeció a la progresiva mudanza de judíos pertenecientes a estas comunidades hacia el sector nororiente de Santiago desde sus viviendas ubicadas en el sector centro durante gran parte del siglo XX.
En 2013 comenzaron a ejecutarse las primeras obras para darle forma a esta "vecindad judía", de menores dimensiones que una judería y con los adultos mayores como los únicos residentes del complejo, pero que buscó desde sus inicios mejorar las interacciones entre las distintas corrientes del judaísmo de la ciudad. En el marco del octagésimo aniversario de la Comunidad NBI, en junio de 2018 fue inaugurado finalmente el Campus de manera oficial por las autoridades religiosas judías, contando además con la presencia de autoridades políticas locales y representantes diplomáticos invitados. La sinagoga y el centro comunitario de la Comunidad NBI fueron diseñados por el arquitecto chileno Nicolás Loi.

## Instituciones
- Sinagoga de la Comunidad Bnei J’isroel (Comunidad NBI)
- Sinagoga de la Comunidad Beit Emunah
- Hogar de Ancianos de la Fundación CISROCO
- Sede de la B'nai B'rith Chile[5]
- Museo Judío Alemán de Santiago
- CADENA International Chile
- El Fondo Nacional Judío en Chile